# Giardomyia photophila
Giardomyia photophila är en tvåvingeart som först beskrevs av Ephraim Porter Felt 1907.  Giardomyia photophila ingår i släktet Giardomyia och familjen gallmyggor.
Artens utbredningsområde är New York. Inga underarter finns listade i Catalogue of Life.